# Hamburg Express (schip, 2012)
De Hamburg Express is een van de tien containerschepen van de Hamburg-klasse. Het schip is 366 m lang en 48 m breed. Het schip heeft een vervoerscapaciteit van 13.169 TEU, waarvan 800 met aansluitingen voor reefers.
De Hamburg Express opereert vanuit de thuishaven Hamburg en vaart voornamelijk tussen Europa en Zuidoost-Azië. Ze is eigendom van de Duitse rederij Hapag-Lloyd. Tussen het leggen van de kiel en de oplevering aan Hapag-Lloyd lagen 283 dagen.
De MAN dieselmotor heeft een vermogen van 70.000 pk. Het telt 11 cilinders en elke zuiger heeft een diameter van circa een meter. Het gewicht van de motor is 1900 ton. De motor drijft één schroef aan met zes bladen. De schroef heeft een diameter van negen meter en weegt 105 ton. 
De containers worden bovendeks maximaal 19 breed gestapeld en in de romp is er ruimte voor 17 containers naast elkaar. Het maximumaantal containers op elkaar gestapeld is 20, waarvan 11 in de romp en negen op het dek. De bemanning bestaat uit 24 personen.
De negen andere schepen van deze klasse zijn:
- Antwerpen Express
- Basle Express
- Essen Express
- Hong Kong Express
- Leverkusen Express
- Ludwigshafen Express
- New York Express
- Shanghai Express
- Ulsan Express